# سو هویجوان
سو هویجوان (چینی: 蘇惠娟؛ زادهٔ ۳ آوریل ۱۹۶۴) بازیکن والیبال اهل چین بود.
وی در مسابقات کشوری و بین‌المللی در مجموع برندهٔ ۳ مدال طلا، ۲ مدال نقره، ۲ مدال برنز شده‌است.